# Ranunculus rionii
Ranunculus rionii Lagger – gatunek rośliny z rodziny jaskrowatych (Ranunculaceae Juss.). Występuje naturalnie we wschodniej, środkowej i południowo-wschodniej Europie, w południowo-zachodniej Azji (na obszarze od Turcji i Syrii aż po Afganistan i Pakistan, w Chinach (w północnej i zachodniej części oraz w Tybecie), Japonii, na Półwyspie Koreańskim oraz w południowej Afryce. 

## Morfologia
PokrójBylina lądowa lub wodna o nagich pędach. Dorasta do 20 cm wysokości.
LiścieSą trójsieczne. Mierzą 0,5–1 cm długości oraz 0,5–1,5 cm szerokości. Ogonek liściowy jest nagi i ma 0,5–2 cm długości.
KwiatySą pojedyncze. Pojawiają się na szczytach pędów. Mają białą barwę z żółtymi plamkami przy podstawie. Dorastają do 8 mm średnicy. Mają 5 eliptycznych działek kielicha, które dorastają do 2–3 mm długości. Mają 5 odwrotnie owalnych płatków o długości 4 mm.
OwoceNagie niełupki o odwrotnie jajowatym kształcie i długości 1 mm. Tworzą owoc zbiorowy – wieloniełupkę o prawie kulistym kształcie i dorastającą do 4–5 mm długości.

## Biologia i ekologia
Rośnie w jeziorach bądź ich pobliżu. Występuje na terenie nizinnym. Kwitnie w maju. 